# アストンマーティン・DB5
DB5は、アストンマーティンが1963年7月から1965年9月に製造したスポーツカーである。

## 概要
DB4に代わり、1963年7月に発売された。
外観はDB4シリーズ5との差異は殆どないが、装備類の充実からか車重は116kg増の1,470kgとなった。
1964年秋から高性能版のヴァンテージ仕様も設定されたが、DB4GTより少ない65台の製造に留まった。また、ドロップヘッドクーペは123台が製造された。
その他に、12台がハロルド・ラドフォードの架装によりシューティングブレークに改造された。
1963年7月から1965年9月の2年余りの間に1,023台が製造された後、後継モデルのDB6にバトンタッチした。

## 映画・TVドラマ
映画007シリーズの3作目『ゴールドフィンガー』、続く4作目『サンダーボール作戦』において、様々なギミックを搭載した改造車として登場し、その後の映画シリーズの特徴となったことから、ボンドカーの代表的な車種として知られる。17作目『ゴールデンアイ』で再登場すると、その後のシリーズでも、メインのボンドカーとは別に、しばしばボンドの愛車として作中に登場している。
また、3代目ボンドのロジャー・ムーアが出演した映画『キャノンボール』でも、ボンドカーのパロディとして様々なギミックが搭載されたアストンマーティン・DB5が登場する。
TVドラマ『スパイ大作戦』第1シリーズの「武器弾薬を渡すな Odds on Evil」では、左ハンドル仕様で赤いボディのものがメンバーの逃走用自動車として登場する。

## 機構
エンジンはDB4のものからシリンダー内径を4mm拡大した、内径φ96mm×行程92mmの3,995cc水冷直列6気筒全軽合金製DOHCエンジンを搭載。
標準型は3基のSU製キャブレターから282hpを、高性能版のヴァンテージ仕様は3基のウェーバー製キャブレターから324hpを出力する。
トランスミッションは当初は親会社のデヴィッド・ブラウン製の4速MTが標準装備（オーバードライブのオプションあり）されていたが、その後すぐにZF製5速MTが標準になり、ボルグワーナー製3速ATもオプション設定された。

## ギャラリー

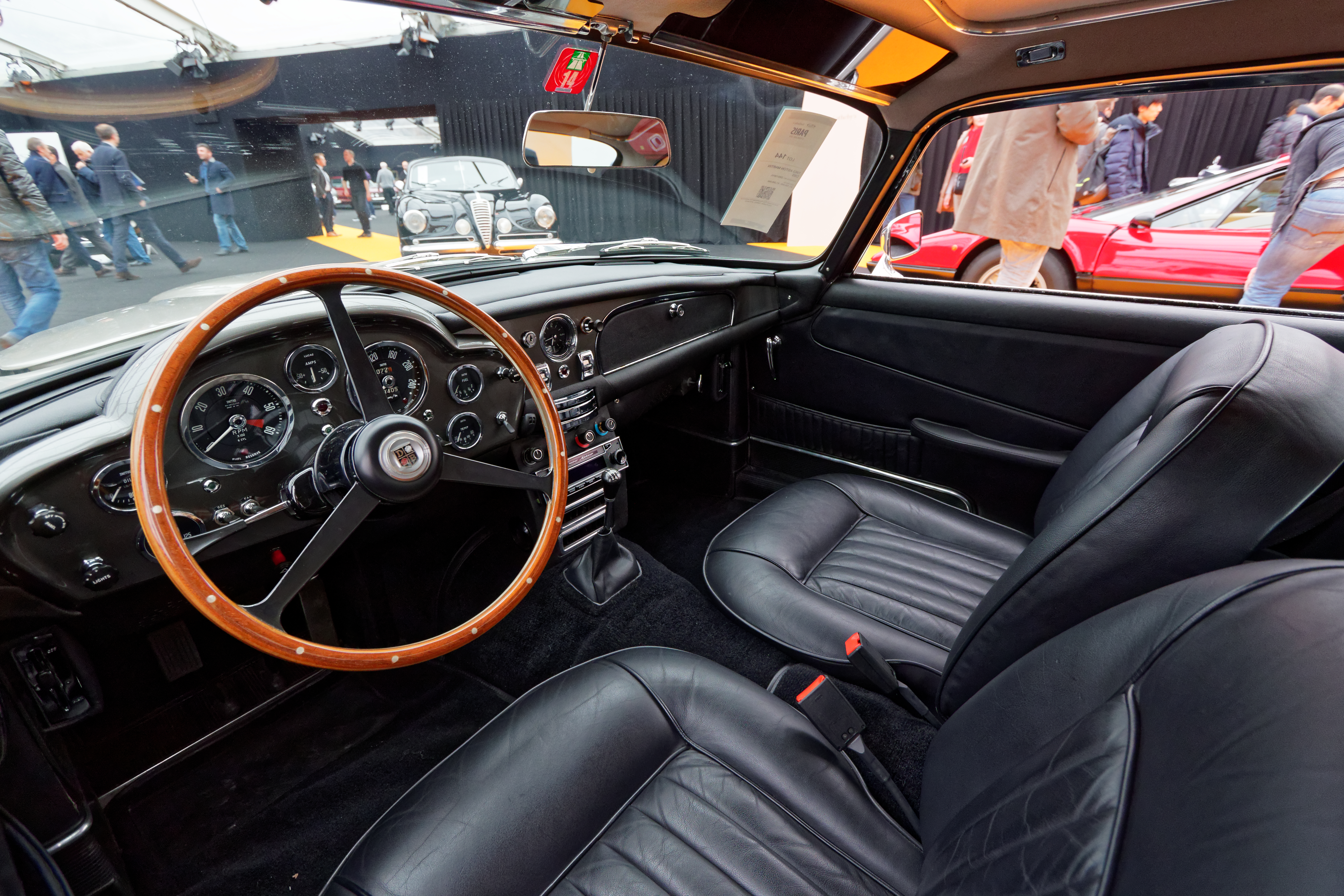
DB5の内装
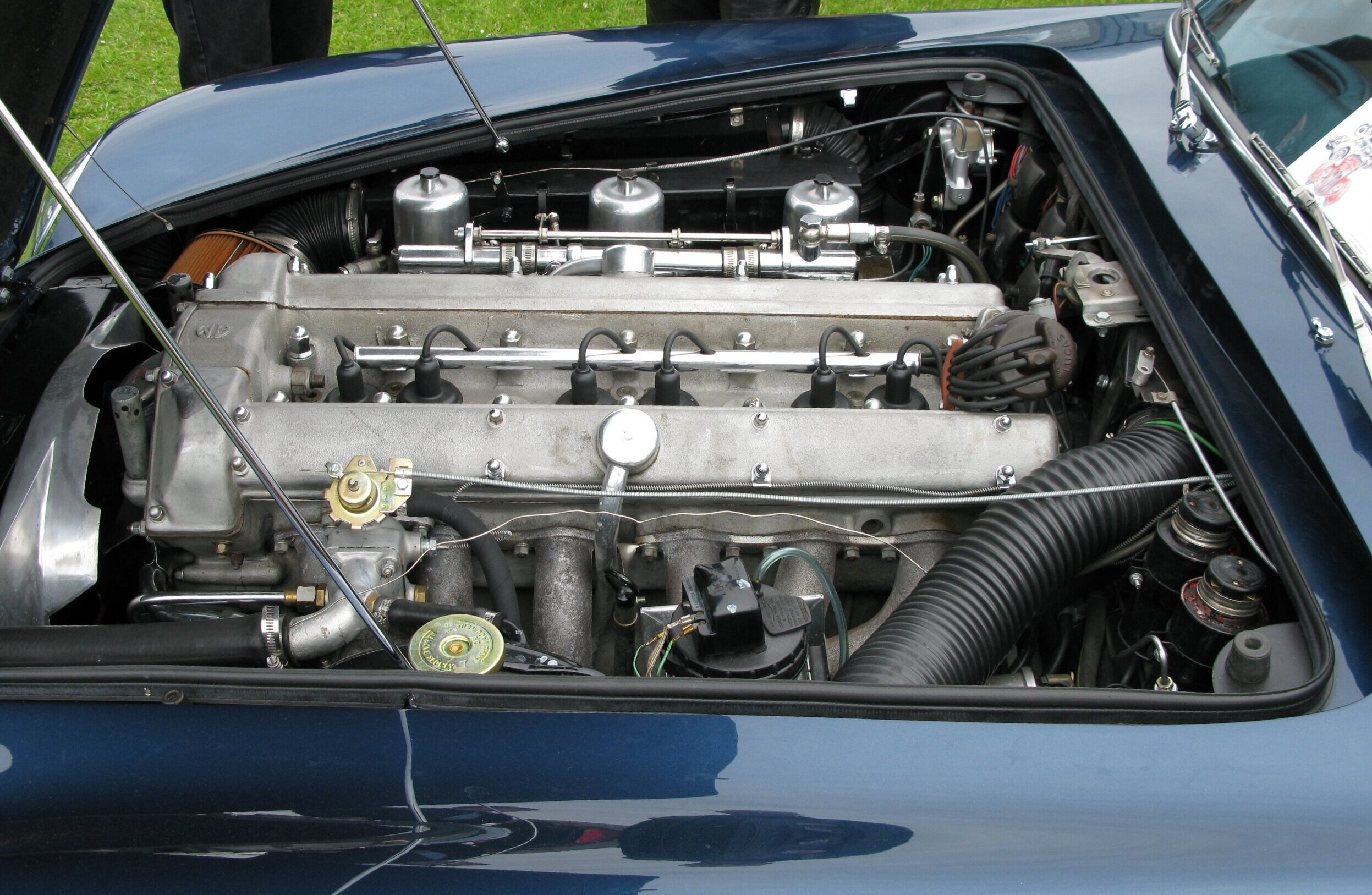
DB5のエンジン
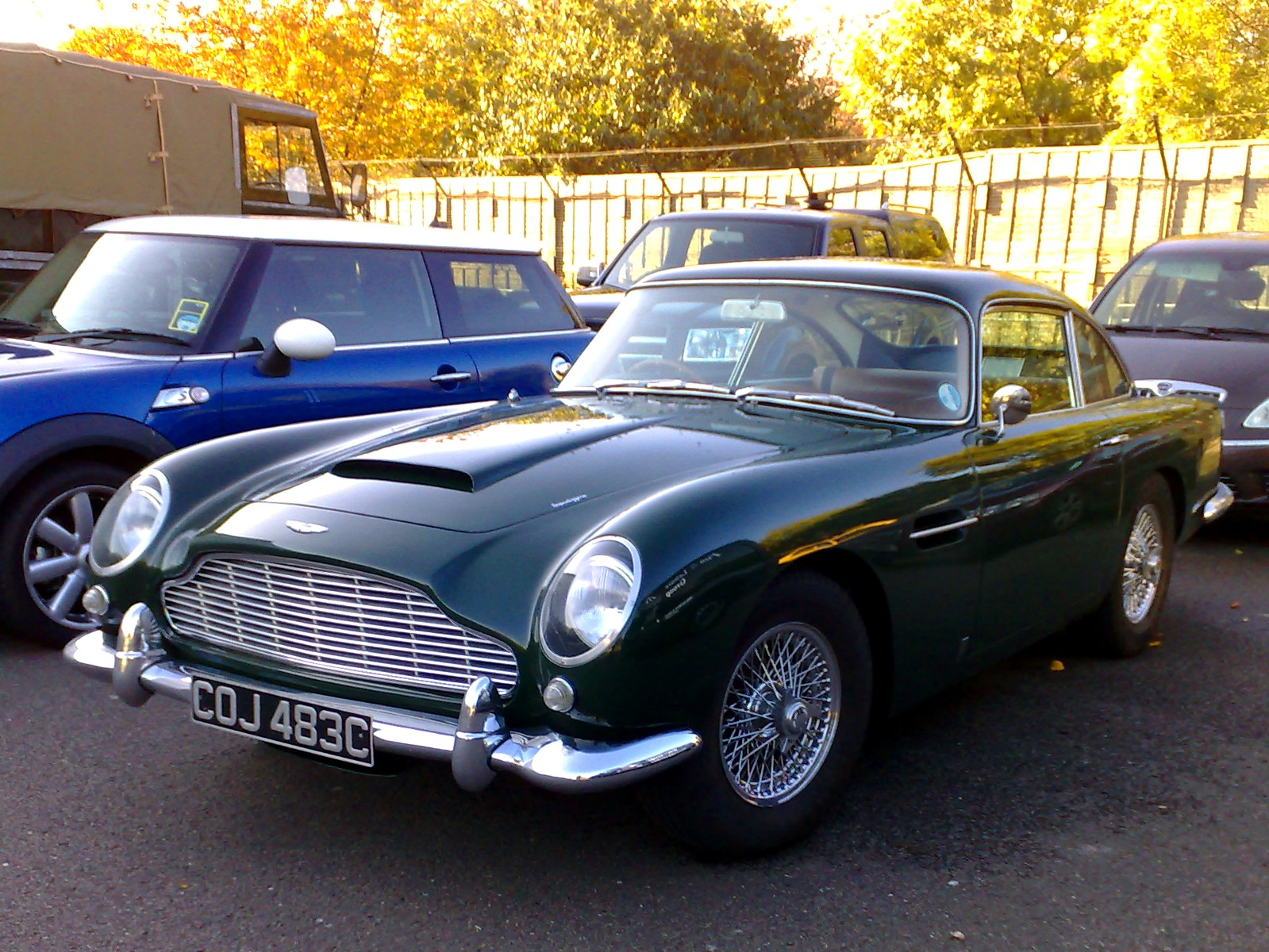
DB5ヴァンテ―ジ
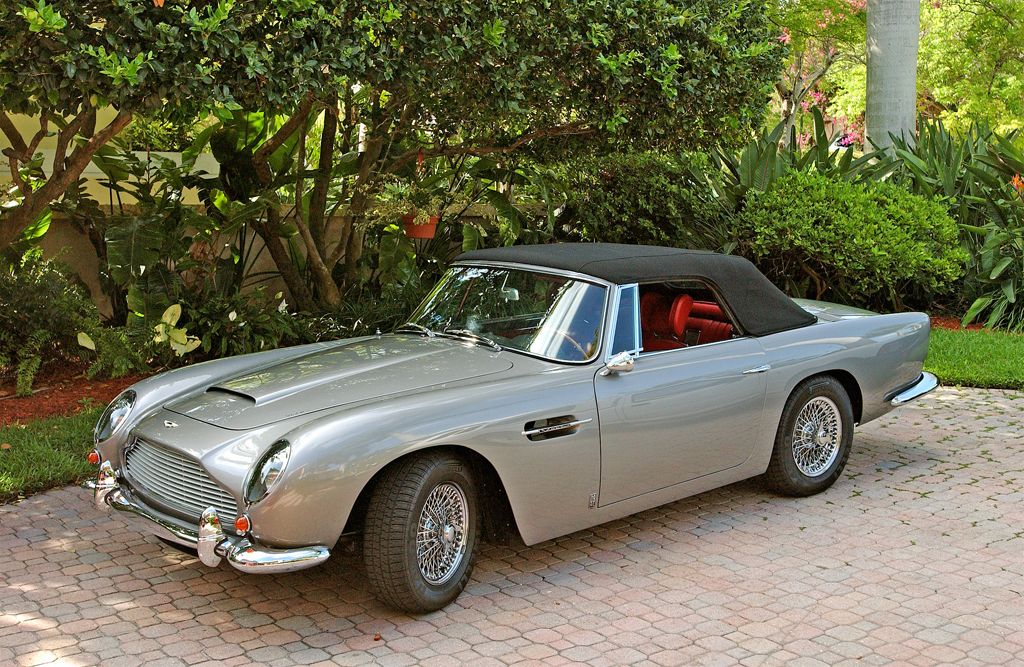
DB5ドロップヘッドクーペ
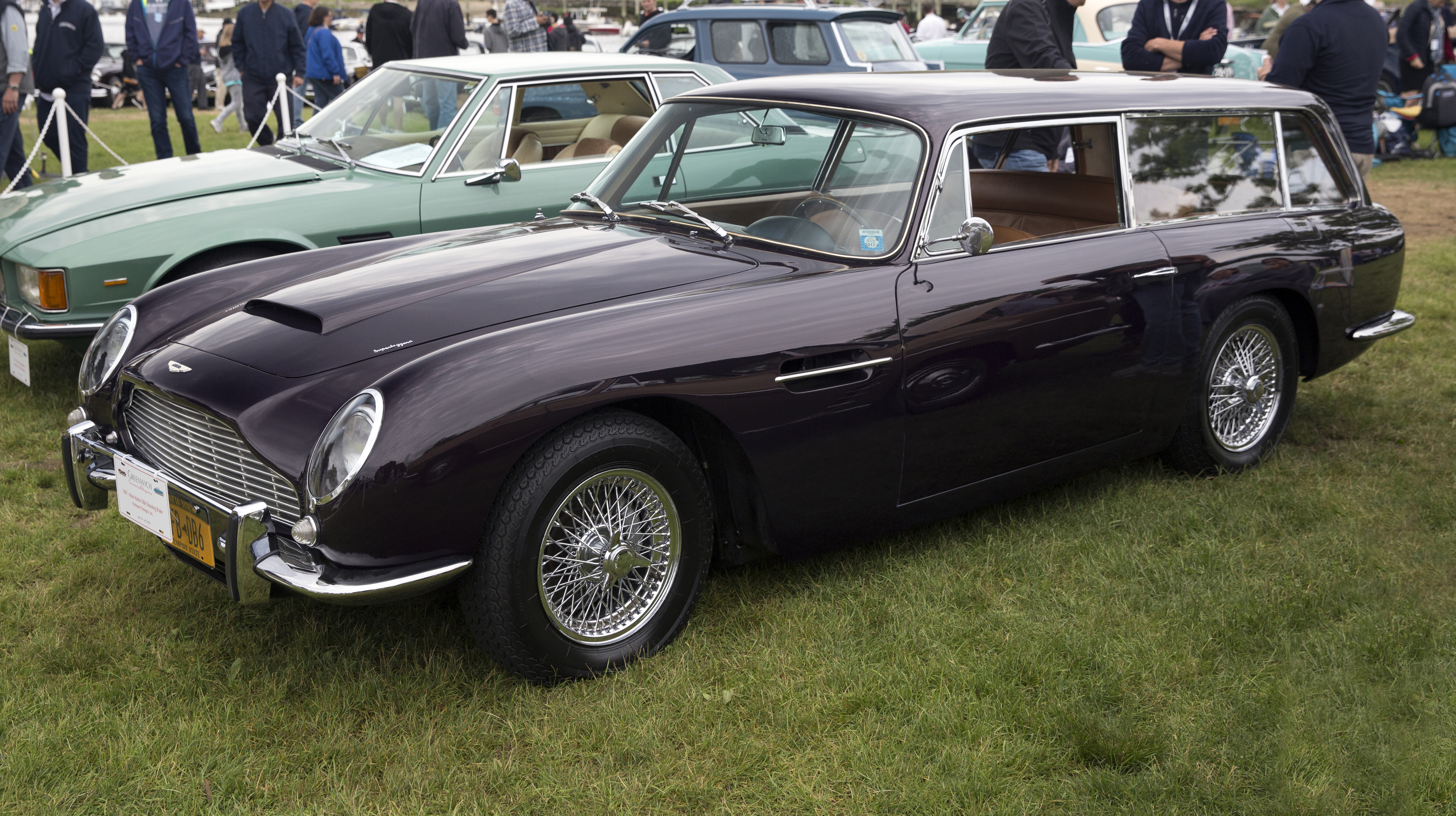
DB5シューティングブレーク
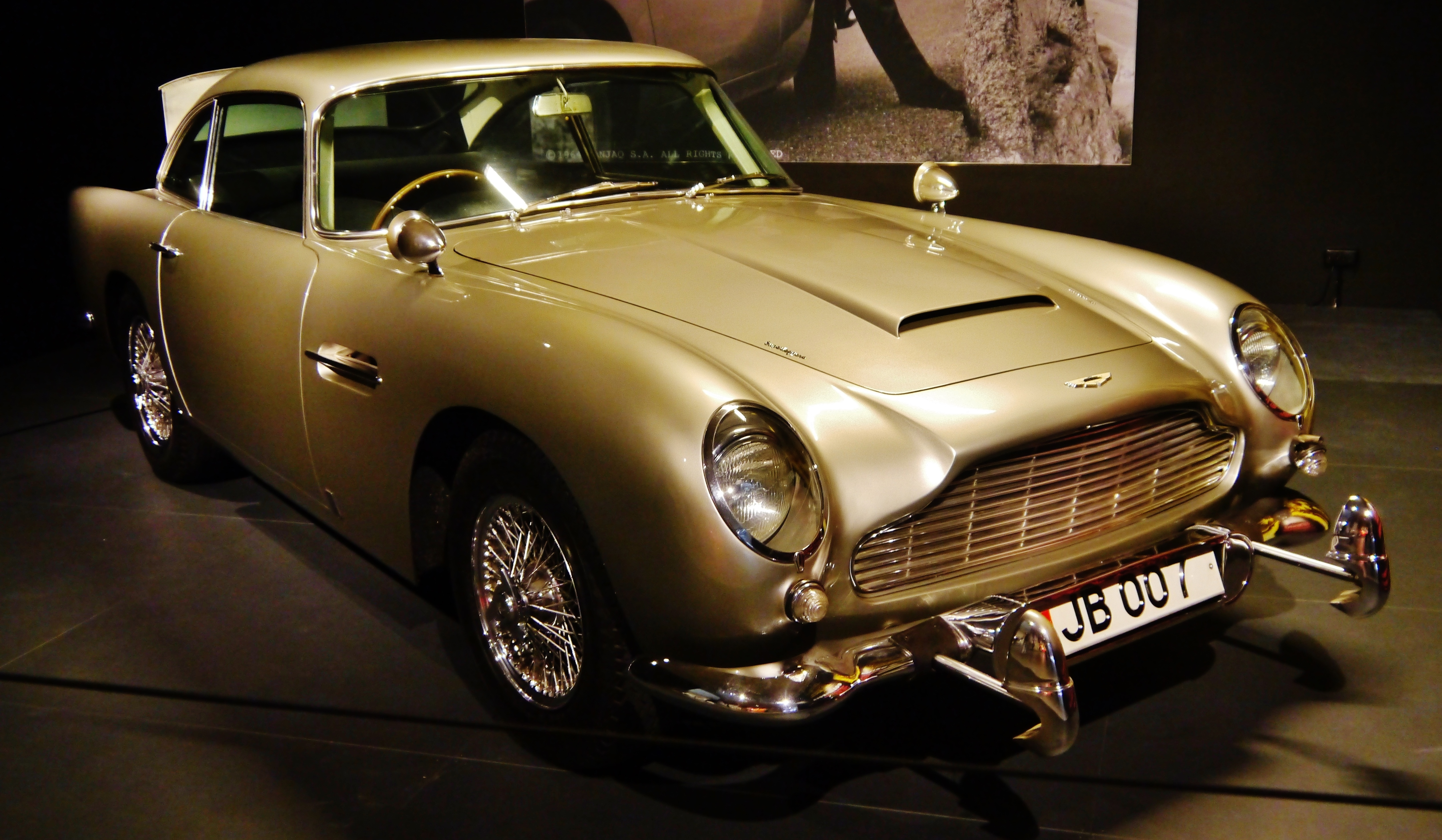
ボンドカー仕様のDB5